# Lijst van kunstenaars uit de hoogrenaissance

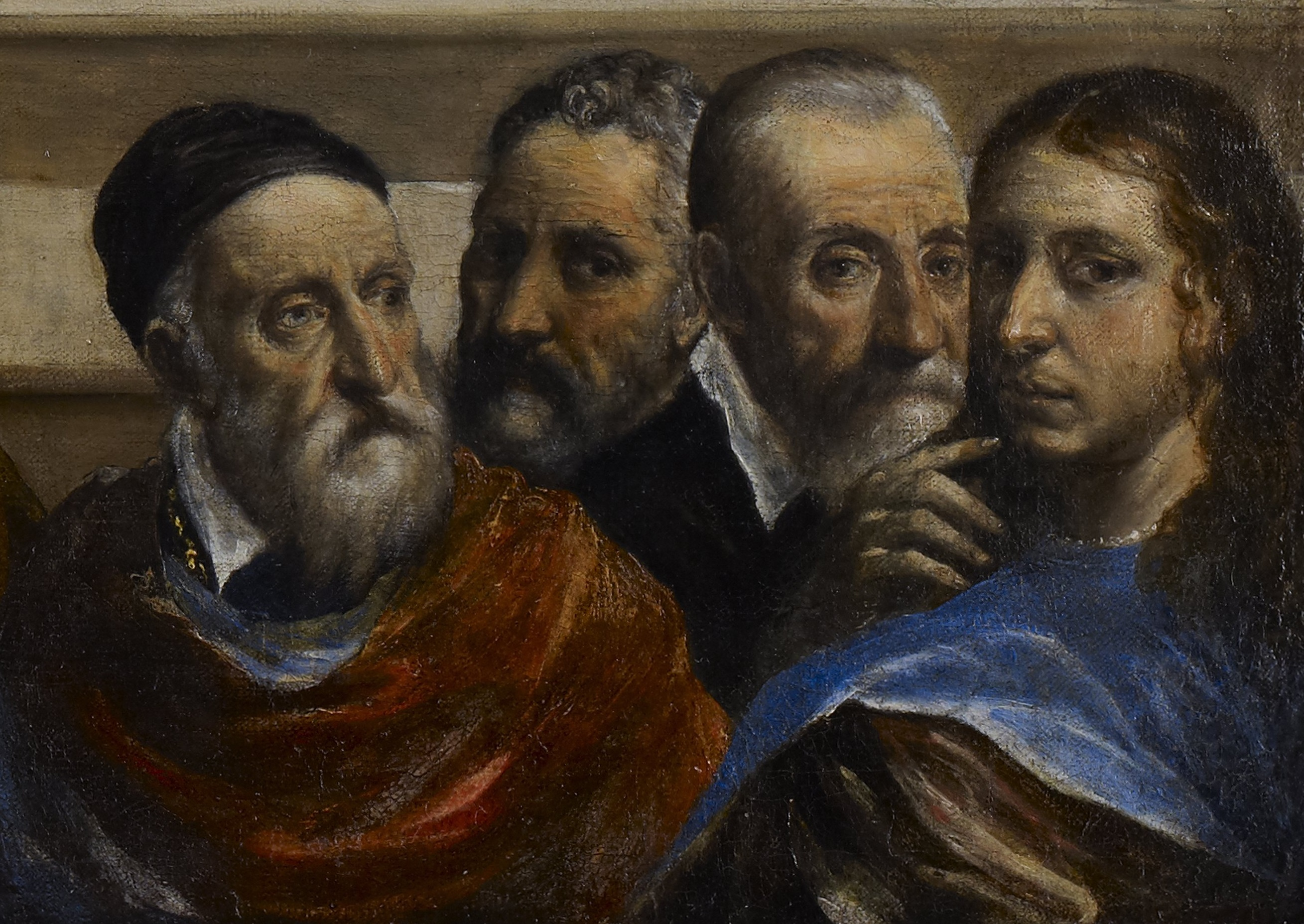
De renaissancemeesters Titiaan, Michelangelo, Clovio en Rafaël. Detail uit de Tempelreiniging van El Greco, ca. 1570

Dit is een lijst van kunstenaars uit de hoogrenaissance.

## Geboren van 1430 - 1460
- Giovanni Bellini  1430-1516
- Luca Signorelli  1441-1523
- Donato Bramante  1444-1514
- Sandro Botticelli 1445-1510
- Vittore Carpaccio  1450-1525
- Francesco Raibolini  1450-1517
- Lo Spagna  ca. 1450-1528
- Pieter van Edingen 1450-1531
- Leonardo da Vinci  1452-1519
- Lorenzo di Credi  1458-1537

## Geboren van 1460 - 1480
- Alessandro Araldi  1460-1530
- Bergognone  1460-1523
- Bramantino  1460-1530
- Lorenzo Costa  1460-1535
- Benedetto Diana  1460-1525
- Tullio Lombardo  1460-1532, Italiaans beeldhouwer
- Sebastiano Mainardi  1460-1513
- Andrea Solario  1460-1524
- Piero di Cosimo  1462-1521
- Giovanni Antonio Boltraffio  1466-1516
- Andrea Sansovino  1467-1529
- Cristoforo Solari  1468-1524
- Francesco Granacci  1469-1543
- Giovanni della Robbia  1469-1529
- Bartolomeo Veneto  1470-1531
- Marco Basaiti  1470-1530
- Michele da Verona  1470-1540
- Gian Cristoforo Romano  1470-1512
- Gaudenzio Ferrari  1471-1546
- Fra Bartolommeo  1472-1517
- Pietro Torrigiano  1472-1528
- Giovanni Francesco Rustici  1474-1554
- Giuliano Bugiardini  1475-1554
- Michelangelo Buonarroti  1475-1564
- Marcantonio Raimondi  1475-1534
- Cesare da Sesto  1477-1523
- Giorgione  1477-1510
- Il Sodoma  1477-1549

## Geboren van 1480 - 1500
- Giovanni Francesco Caroto  1480-1555
- Lorenzo Lotto  1480-1556
- Bernardino Luini  1480-1532
- Ludovico Mazzolino  1480-1528
- Palma Vecchio  1480-1528
- Vincenzo di Catena  1480-1531
- Garofalo  1481-1559
- Baldassare Peruzzi  1481-1536
- Bambaia  1483-1548
- Ridolfo Ghirlandaio  1483-1561
- Raphael  1483-1520
- Franciabigio  1484-1525
- Girolamo Romanino  1484-1562
- Francesco da Sangallo  1484-1576
- Titiaan  1485-1576
- Andrea del Sarto  1486-1530
- Andrea del Brescianino  1487-1524
- Bonifacio Veronese  1487-1553
- Giovanni da Nola  1488-1558
- Bernardino Licinio  1489-1565
- Giovanni Cariani  1490-1547
- Dosso Dossi  1490-1542
- Defendente Ferrari  1490-1535
- Ortolano Ferrarese  1490-1525
- Domenico Puligo  1492-1527
- Francesco Bacchiacca  1494-1557
- Domenico Capriolo  1494-1528
- Jean Cousin  1495-1560
- Moretto da Brescia  1498-1554
- Giulio Clovio 1498-1578

## Geboren vanaf 1500
- Paris Bordone  1500-1571
- Giampietrino  1500-1540
- Callisto Piazza  1500-1562
- Girolamo da Carpi  1501-1556
- Giulio Campi  1502-1572
- Pierfrancesco Foschi  1502-1567
- Giovanni Angelo Montorsoli  1507-1563
- Jacopo Bassano  1510-1592
- Brusasorci  1516-1567
- Sofonisba Anguissola 1532-1625
- Scipione Pulzone  1550-1598